# فيلهلم كارل هاينريش غروسر
فيلهلم كارل هاينريش غروسر (1869-1942) (بالألمانية: Wilhelm Carl Heinrich Grosser) كان عَالِمَ نباتٍ ألمانياً.